# Fouad Bellamine
Pour les articles homonymes, voir Belamine.
 (février 2024).
Si vous disposez d'ouvrages ou d'articles de référence ou si vous connaissez des sites web de qualité traitant du thème abordé ici, merci de compléter l'article en donnant les références utiles à sa vérifiabilité et en les liant à la section « Notes et références ».
 (mai 2020).
Fouad Bellamine, né le 28 novembre 1950 à Fès au Maroc, est un artiste peintre non figuratif qui vit et travaille entre la France et le Maroc.
Ses œuvres sont présentes dans des collections de musées internationaux tels que le musée de l'Institut du monde arabe à Paris, le Mathaf de Doha, ainsi que dans les grandes collections privées comme Attijariwafa, la Fondation ONA et au Musée de Marrakech[réf. nécessaire].

## Biographie

### Enfance
Fouad Bellamine est né à Fès le 28 novembre 1950. De son enfance dans la médina, il garde un rapport particulier à la lumière, aux murs et à l’architecture dont son œuvre portent les traces.
Il découvre très tôt l’univers de la création. Né au sein d’une famille d’artisans traditionnels, il est initié à l’esthétique par son père, talentueux peintre du dimanche qui représentait des paysages, et par son grand-père, tisserand et passionné de melhoun. Fouad Bellamine se souvient de moments contemplatifs précieux où la lumière faisait chanter les couleurs des canettes de soie que son grand-père faisait sécher au soleil. Ce lignage l’installe dans une familiarité avec le travail manuel, la couleur, la teinture. Très tôt fasciné par les grands peintres, il se confectionne un imagier, sorte de musée imaginaire, à partir d’illustrations de peintures découpées dans le dictionnaire familial.

### Entrée en peinture
Au terme de ses études secondaires, il quitte Fès pour l'École des Arts Appliqués de Casablanca en 1967, où il se spécialise en graphisme publicitaire.
C’est en 1972, à 22 ans, que Fouad Bellamine expose pour la première fois à la galerie La découverte de Rabat et y présente des travaux relevant d’un paysagisme abstrait d’inspiration staëlienne.
En 1974, il expose à la galerie Bab Rouah. Pendant la décennie 1970, Fouad Bellamine est dans la recherche et l’expérimentation, et suit avec attention les débats autour de la peinture au Maroc, mais également en Europe et aux États-Unis. Toutes les matières et textures sont passées au crible de sa curiosité. Ainsi, il fait dialoguer matériaux et médiums : tissu, papier, bois, plâtre, ciment, résines, ainsi que craies, encres et pigments.  
L’accès à la toile est frontal, marqué par l’horizontalité qui est une constante de son travail de l’époque. Il se construit alors son propre langage plastique et un rapport très personnel à la lumière et à l’espace.

### Minimalisme et espace
Il réalise pendant cette période des installations marquées par un certain minimalisme. Fouad Bellamine est déjà préoccupé par l’abandon de la toile et du support pour se livrer à des travaux tenant compte de l’espace total, à savoir le mur, le sol, le plafond. Le Cube, lieu d’exposition, devient alors le réceptacle tout en étant partie intégrante de l’œuvre. À la fin des années 70, la sérialité est déjà présente dans son œuvre, caractérisée par un minimalisme affirmé.
Au cours de cette période, le débat sur l’identité et la spécificité agite les intellectuels et les artistes marocains, mais Fouad Bellamine entend assumer une identité qu’il sait plurielle et s’insurge contre ce qu’il perçoit comme un dangereux réductionnisme culturel. C’est ce qui motive, quelques années plus tard, cette affirmation : « il n’y a pas de peinture marocaine, il n’y a que des peintres marocains ». Ouvert et attentif à toutes les nouvelles tendances, il réalise très tôt des installations, devenant l’un des premiers peintres installationnistes au Maroc. En 1980, l’artiste monte sa première exposition personnelle à la galerie Med'A Mothi à Montpellier, où Bernard Teulon-Nouailles salue dans l’installation de Fouad Bellamine L’Éloge de l’horizontale. En 1982, à la douzième Biennale de Paris au Musée d'Art moderne, Fouad Bellamine expose une installation de huit mètres de front, qui retient l’attention de la critique spécialisée et connaît un franc succès. Otto Hahn dans l’hebdomadaire L’Express souligne que « dans l’éclectisme de bon aloi qui domine, quelques personnalités se remarquent : le Hongrois Gabor Zaborszky, le Marocain Fouad Bellamine, l'Allemand Artmunt Neümann, l’Autrichien Alfred Klinkan et le Français Jean-Charles Blais ».

### Période parisienne
En 1983, Fouad Bellamine obtient une bourse de l'État français pour la Cité des Arts à Paris. Il prépare un Diplôme d’Études Approfondies en Histoire et Théorie de l’Art à l’université Paris VIII et une thèse de 3e cycle sur le Concept de Muralité dans la peinture contemporaine, en même temps qu’il vit l’expérience de chargé de cours au sein de cette même université. À Paris, il réside à la Cité internationale des arts où il s'investit entièrement dans la peinture. Cet exil volontaire qui ne s’achève qu’en 1989 constitue une période fondatrice de son travail plastique et lui offre l'opportunité de rencontres riches et fécondes dans l’univers artistique parisien et international. C’est dans la galerie Jean-Yves Noblet (Paris et Grenoble), puis dans la galerie Nikki Diana Marquardt (Paris) que Fouad Bellamine s’expose au public parisien. La critique est positive. C’est la période dite des Arches parisiennes (1980-1990), où le peintre se concentre sur la distribution du geste et l’expérience de l’espace, car la gestuelle du corps est consubstantielle à l’acte de peindre et au faire espace. L’horizontalité et la verticalité se conjuguent alors pour créer une nouvelle inscription, baptisée indifféremment arc, arche, voûte ou ogive. Tout le corps participe à la création par le geste fondateur d’espace et de lumière. La rupture est consommée dans une trace flexible où la mémoire est toujours présente.     

### Tables des Dieux
L’artiste inaugure la décennie 1990 par la série de toiles dites Tables des Dieux, caractéristique de la création d’espaces scéniques. Il peut alors parler d’une véritable mise en scène, d’une théâtralité, de l'espace et de sa peinture. Progressivement apparaît au-dessus du parallélépipède une demi-sphère qui devient cette architecture intitulée par les critiques marabout. Un motif qui ne fait partie d’aucune aventure figurative ni symbolique, mais est prétexte à la peinture. Cette forme renvoie à l’architecture du marabout, très connue au Maroc, avec l’atmosphère qu’elle dégage qui interpelle une certaine spiritualité. Pour l'artiste, c’est surtout une quête d’élévation, de silence et de lumière. C’est un motif prétexte, architectural, dont le point de départ est le volume simple du parallélépipède qui renvoie à la maison-vie et au cercueil-mort. C’est la figure matrice, qui constitue dans l’œuvre de Bellamine la part originelle et fantasmatique.Le peintre lui préfère l’expression de « figural » qui fait référence à l’invisible. Ni visible ni lisible. Il n’y a pas de narration significative. C’est cette dialectique visible-invisible, voilement-dévoilement, dedans-dehors, vide-plein qui constitue l’immatériel qui fonde le travail de l’artiste. Cette figure arrive à maturité à la fin des années 1990 et ces œuvres sur la thématique du Marabout seront exposées à la galerie Bab Rouah en 2004.

### Retour à Paris
En 2007, l’artiste s’installe de nouveau à Paris et renoue avec la scène artistique parisienne. À partir de cette date et jusqu’à ce jour, Fouad Bellamine revisite en quelque sorte les différentes périodes de son parcours. On peut constater que le motif matrice du marabout est omniprésent, dans un balancement entre minimalisme et expressionnisme où l’artiste est dans le renouvellement de sa propre écriture au travers d’une approche sérielle. Fouad Bellamine continue d’exalter dans sa peinture une « monumentalité gestuelle » structurante et architecturale. La sérialité dont il ne se départ pas est l’occasion d’explorations nouvelles, nourries de clins d’œil à l’histoire de l’art. C’est aussi en 2007 que l’artiste interpelle la photographie comme médium, sorte de palimpseste dans cette dialectique du visible et de l’invisible. Il aborde la photographie comme un médium, au même titre qu’un autre, qui lui permet de dialoguer avec la peinture. C’est ce que l’on peut voir dans l’alternance de volets peints et de volets photographiques qui se font diptyques ou triptyques pour créer une relation plastique qui a du sens : la photographie est là au service de la peinture. Mais Fouad Bellamine est aussi un artiste qui n'hésite pas à mettre sa notoriété au service de la cause picturale.

### Un artiste engagé
Dès son retour au Maroc, il s’investit dans l’enseignement et la formation, et contribue à la formation des enseignants en arts plastiques en qualité de professeur d’Histoire de l’art et d’expression plastique au Centre Pédagogique Régional de Rabat. Tout au long de son itinéraire de peintre, Fouad Bellamine a su partager sa passion pour la peinture, son goût de la transmission et de l’universalité au travers d’engagements divers. Ainsi, dès son retour au Maroc, il s’investit dans l'enseignement et la formation. Préoccupé par l’absence d’une réelle politique culturelle et d’institutions d’accompagnement (espaces d’exposition, musées, etc.), il multiplie les opportunités de montrer au Maroc de la peinture, d'ici et d’ailleurs. Il assure ainsi le commissariat d’expositions nationales et internationales (Carte blanche à la Villa des Arts de Casablanca en 1996, et Double abstraction à Dar Mrini à Rabat en 2001). C’est la même motivation qui le conduit, en 1997, dans un cadre associatif – l’Association des Amis des Arts – à la création d’une collection permanente d’art contemporain (Présence plastique) à l’Hôpital des enfants de Rabat, première expérience du genre au Maroc.
Ces dernières années[évasif], Fouad Bellamine a suscité de nombreuses vocations de collectionneurs, et s’est également impliqué dans la promotion de la culture artistique au Maroc via la création de collections d’œuvres d’art dans certaines institutions étatiques.

## Œuvre
Si Fouad Bellamine est héritier d’une tradition picturale issue de ses aînés fondateurs, il incarne une ouverture qui va au-delà des inspirations visuelles de l’École Abstraite de Paris et du formalisme géométrique américain. En effet, comme beaucoup d’artistes de sa génération, il n’échappe pas à une position inconfortable d’entre-deux. Sa culture plastique, ses curiosités, son intériorité et sa conviction de l’universalité le placent au carrefour des pères fondateurs de la non figuration - ceux de l’École Abstraite de Paris - abstraits lyriques et géométriques - et des figures emblématiques de l’expressionnisme américain tels Willem de Kooning, Barnett Newman, Motherwell, Jasper Johns, sans oublier les artistes du néo-expressionnisme allemand comme Kirkeby, Baselitz et d’autres. Il s’est forgé très tôt une écriture propre qui ne contient ni convention ni réalisme. Peintre non figuratif - il préfère l’appellation de « figural » -, il réalise un travail où se mêlent histoire de l’art, intériorité et spiritualité et qui ne laisse place à aucune complaisance.